# Los energéticos
Los energéticos es una película de comedia española de 1979 escrita y dirigida por Mariano Ozores, y protagonizada por Andrés Pajares y Fernando Esteso.

## Argumento
Dos rústicos castellanos se enteran un día de que en sus terrenos va a ser instalada una central nuclear. Temen por sus vidas y por la de sus cabras, y por sus terrenos. Van a protestar al alcalde del pueblo, pero no consiguen nada. Intentan un encierro político, que termina en fracaso, hasta que aparece en sus vidas un representante de los países exportadores de petróleo que les ayuda a difundir por el mundo su protesta. Pero su actitud desencadena una serie de intereses políticos encontrados entre la OPEP, la CIA, las multinacionales y las fuerzas vivas del pueblo. Y si a todo esto le sumamos que las familias de los dos rústicos (Mondongos y Bellotos) se odian a muerte de antiguo por los derechos de propiedad de un pozo situado en el límite de sus tierras, que uno de ellos tiene una hermana al que el otro se beneficia de muy especial manera, que el alcalde es hijo de un hombre que hizo fortuna con el estraperlo y que, al final, su actitud ha hecho que todos se vuelvan contra ellos por ser los únicos decentes metidos en este asunto, tendremos una historia llena de comicidad, humor y crítica social.

## Reparto
| Intérprete             | Personaje                            |
| ---------------------- | ------------------------------------ |
| Andrés Pajares         | Floro / Fabián / Abuelo Belloto      |
| Fernando Esteso        | Agapito / Anacleto / Abuelo Mondongo |
| Antonio Ozores         | Jeque Muley                          |
| Sara Mora              | Cecilia                              |
| Ricardo Merino         | Alcalde / Estraperlista 1            |
| Florinda Chico         | Martirio                             |
| Ajita Wilson           | Carla                                |
| Paco Camoiras          | Nemesio / Estraperlista 2            |
| Carmen Martínez Sierra | Madre del profesor de inglés         |
| Cristina Lay           | Rosi                                 |
| Ramón Centenero        | Alí                                  |
| Elmer Modlin           | Ramiro                               |
| Blaki                  | Profesor de inglés                   |
| Tito García            | Cura                                 |
| José Luis Baringo      |                                      |
| Eduardo Martínez       |                                      |
| Alfonso Castizo        |                                      |
| Julio Gavilanes        |                                      |
| Adriana Ozores         | Chica de la cabina telefónica        |
| Emma Ozores            | Chica de la cabina telefónica        |

## ¿Dónde se rodó?
Madrid
Palma de Mallorca